# Paul Kazuhiro Mori
Paul Kazuhiro Mori (jap. パウロ森一弘 Pauro Mori Kazuhiro; ur. 10 grudnia 1938 w Jokohamie, zm. 2 września 2023 w Tokio) – japoński duchowny rzymskokatolicki, w latach 1985–2000 biskup pomocniczy Tokio. 

## Życiorys
25 marca 1962 złożył śluby zakonne w zgromadzeniu karmelitów bosych. 11 marca 1967 przyjął święcenia kapłańskie. W 1977 wystąpił z zakonu i został księdzem diecezjalnym w archidiecezji Tokio. 3 grudnia 1984 papież Jan Paweł II mianował go biskupem pomocniczym archidiecezji ze stolicą tytularną Fata. Sakry udzielił mu 23 lutego 1985 arcybiskup metropolita Tokio Peter Seiichi Shirayanagi, późniejszy kardynał. 10 maja 2000 zrezygnował z zajmowanego stanowiska w wieku 61 lat i przeszedł na wcześniejszą emeryturę (przepisowy wiek emerytalny katolickich biskupów to 75 lat). Od tego czasu do śmierci pozostawał biskupem seniorem archidiecezji. 